# Trigonia sericea
Trigonia sericea är en tvåhjärtbladig växtart som beskrevs av Carl Sigismund Kunth. Trigonia sericea ingår i släktet Trigonia och familjen Trigoniaceae. Inga underarter finns listade i Catalogue of Life.